# Hadena imitaria
Hadena imitaria är en fjärilsart som beskrevs av Brandt 1947. Hadena imitaria ingår i släktet Hadena och familjen nattflyn. Inga underarter finns listade i Catalogue of Life.